# Сребнянский район
Сре́бнянский райо́н (укр. Срібнянський район) — упразднённая административная единица на юго-востоке Черниговской области Украины. Административный центр — посёлок городского типа Сребное.

## География
Площадь 579 км².

## История
21 января 1959 года к Сребнянскому району была присоединена часть территории упразднённого Иваницкого района. 10 сентября 1959 года Сребнянский район был упразднён, а его территория передана в Варвинский район. 4 января 1965 года район был восстановлен. 17 июля 2020 года в результате административно-территориальной реформы район вошёл в состав Прилукского района.

## Демография
Население на 01.01.2006 г. — 13300 жителей., в том числе в городских условиях проживают около 5 тыс. Всего насчитывается 30 населенных пунктов.

## Исчезнувшие сёла
- Подлозовое